# Varencya vittata
Varencya vittata är en skalbaggsart som beskrevs av Marc Lacroix 1993. Varencya vittata ingår i släktet Varencya och familjen Melolonthidae. Inga underarter finns listade i Catalogue of Life.